# Rechterlong

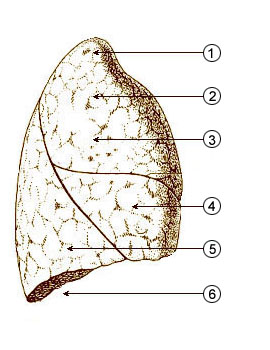
De rechterlong van de laterale (rechter) zijde

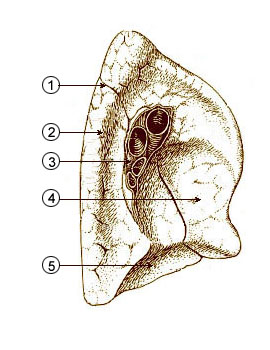
De rechterlong van de mediale zijde

De rechterlong is verdeeld in een boven-, midden- en een onderkwab en onderscheidt zich daarmee van de linkerlong, die alleen een boven- en een onderkwab heeft.

## Kwabben
De middelste longkwab, de kleinste van de rechterlong, is wigvormig en begrenst een deel van de voorzijde en het voorste deel van de longbasis van de rechterlong. De linkerlong heeft, in tegenstelling tot de rechterlong, geen middenkwab. De lingula die de linkerlong daarentegen heeft, kan in de rechterlong niet worden teruggevonden.
De boven- en de onderkwab zijn vergelijkbaar met die van de linkerlong.
Soms komt in de rechterlong nog een lobus venae azygos voor.

## Grootte
De basis van de rechterlong ligt gemiddeld ongeveer 2,5 centimeter hoger dan die van de linkerlong, omdat het middenrif door de lever naar boven wordt gedrukt. Het hart neemt echter minimale ruimte in ten koste van de rechterlong. Hierdoor is de totale capaciteit van de rechterlong groter en weegt hij meer dan de linker.

## Fissuren
De rechterlong heeft twee fissuren, de fissura obliqua of fissura major, die de boven- en middenkwab scheidt van de onderkwab, en de fissura horizontalis pulmonis dextri of fissura minor, die de bovenkwab van de middenkwab scheidt. De fissura obliqua loopt vanaf de processus spinosus van de tweede borstwervel schuin naar voren om de longbasis uiteindelijk op zeven à acht centimeter van de voorzijde van de borstkas te doorsnijden. De fissura horizontalis loopt vanaf de achterzijde van de long naar de voorste longgrens en doorsnijdt deze voorzijde ongeveer ter hoogte van de kraakbenige overgang tussen het borstbeen en de vierde borstwervel. Aan de mediastinale zijde is de fissura horizontalis te vervolgen tot aan het longhilum.